# Primera División de los Emiratos Árabes Unidos 2008-09
La Primera División de los Emiratos Árabes Unidos 2008-09 fue la 34a edición del campeonato de Primera División del fútbol en los Emiratos Árabes Unidos. La temporada se jugó entre el 19 de septiembre de 2008 y el 24 de mayo de 2009. El actual campeón es el Al-Shabbab. El ganador de la presente temporada clasifica automáticamente a la Copa Mundial de Clubes de la FIFA 2009.

## Clasificación
| Pos | Equipo     | J  | G  | E | P  | GF | GC | GA  | Pts |
| --- | ---------- | -- | -- | - | -- | -- | -- | --- | --- |
| 1   | Al-Ahli    | 22 | 17 | 4 | 1  | 54 | 25 | 29  | 55  |
| 2   | Al-Jazira  | 22 | 17 | 3 | 2  | 57 | 17 | 40  | 54  |
| 3   | Al-Ain     | 22 | 12 | 7 | 3  | 40 | 20 | 20  | 43  |
| 4   | Al-Wahda   | 22 | 10 | 4 | 8  | 40 | 39 | 1   | 34  |
| 5   | Al-Shabbab | 22 | 8  | 4 | 10 | 33 | 37 | -4  | 28  |
| 6   | Al-Nasr    | 22 | 6  | 8 | 8  | 37 | 40 | -3  | 26  |
| 7   | Al Wasl    | 22 | 7  | 5 | 10 | 38 | 45 | -7  | 26  |
| 8   | Al-Dhafra  | 22 | 5  | 9 | 8  | 32 | 32 | 0   | 24  |
| 9   | Ajman      | 22 | 7  | 3 | 12 | 21 | 39 | -18 | 24  |
| 10  | Sharjah    | 22 | 6  | 4 | 12 | 31 | 45 | -14 | 22  |
| 11  | Al-Shaab   | 22 | 5  | 3 | 14 | 23 | 37 | -14 | 18  |
| 12  | Al-Khaleej | 22 | 4  | 2 | 16 | 21 | 51 | -30 | 14  |

|  | Clasificación directa a la Copa Mundial de Clubes de la FIFA y la Liga de Campeones de la AFC |
|  | Clasificación directa a la Liga de Campeones de la AFC                                        |
|  | Desciende la Segunda División.                                                                |

## Goleadores
| Pos. | País                              | Jugador                      | Goles | Equipo    |
| ---- | --------------------------------- | ---------------------------- | ----- | --------- |
| 1    | Bandera de Brasil                 | Fernando Baiano              | 25    | Al-Jazira |
| 2    | Bandera de Emiratos Árabes Unidos | Mohamed Omer                 | 13    | Al-Nasr   |
| 2    | Bandera de Togo                   | Mohamed Kader                | 13    | Al-Dhafra |
| 4    | Bandera de Brasil                 | Anderson de Carvalho Barbosa | 12    | Sharjah   |
| 4    | Bandera de Ghana                  | Godwin Attram                | 12    | Al-Shaab  |
| 4    | Bandera de Brasil                 | Andre Lusiano Pinga          | 12    | Al-Wahda  |
| 7    | Bandera de Brasil                 | Baré                         | 11    | Al-Ahli   |
| 8    | Bandera de Emiratos Árabes Unidos | Faisal Khalil                | 9     | Al-Ahli   |
| 8    | Bandera de Brasil                 | Alexander Oliveira           | 9     | Al Wasl   |
| 8    | Bandera de Irán                   | Mehrzad Madanchi             | 9     | Al-Nasr   |
| 8    | Bandera de Chile                  | Jorge Valdivia               | 9     | Al-Ain    |